# Home Gardens (Kalifornija)
Home Gardens je naseljeno područje za statističke svrhe u američkoj saveznoj državi Kalifornija. Prema popisu stanovništva iz 2010. u njemu je živjelo 11.570 stanovnika.